# Institut Max-Planck pour les matériaux durables
 (mars 2020).
Si vous disposez d'ouvrages ou d'articles de référence ou si vous connaissez des sites web de qualité traitant du thème abordé ici, merci de compléter l'article en donnant les références utiles à sa vérifiabilité et en les liant à la section « Notes et références ».
L'Institut Max-Planck pour les matériaux durables (en allemand : Max-Planck-Institut für Nachhaltige Materialien) (Max-Planck-Institut für Eisenforschung, Institut Max-Planck de sidérurgie jusqu'en mars 2024) est un centre de recherche spécialisé dans le fer et l'acier situé à Düsseldorf dans le Land de Rhénanie-du-Nord-Westphalie. Depuis 1971, il est juridiquement indépendant et organisé sous la forme d’une GmbH, soutenue et financée à parts égales par la Société Max-Planck et l’Institut de l’acier VDEh. Depuis 2020, la Société Max-Planck en est devenue l’unique actionnaire.

## Présentation
L'institut fut jusqu'en 2020 une entreprise commune entre la société Max-Planck (Max-Planck-Gesellschaft) et l'Institut de l'acier VDEh (de) (anciennement Verein Deutscher Eisenhüttenleute Institut allemand du fer et de l'acier) et a depuis 1971 le statut d'une SARL (GmbH).
La moitié du budget de l'institut était fournie indirectement par l'industrie, ce qui est unique au sein de la Société Max-Planck.

## Histoire
L'institut a été fondé en 1917 par l'Institut allemand du fer et de l'acier (Verein Deutscher Eisenhüttenleute) puis incorporé à la Société Kaiser Wilhelm qui deviendra la Société Max-Planck en 1948. 
L'institut se trouvait initialement à Aix-la-Chapelle et était associé à l'université technique de la ville. Ce n'est qu'en 1934-1935 qu'il a été transféré à Düsseldorf, sur un site cédé par la ville.
En 1946, l'institut, très endommagé lors de la Seconde Guerre mondiale, a été reconstruit et les travaux de recherche ont pu recommencer.
L'institut est devenu membre de la Société Max-Planck. L'institut s'est très vite étendu et des nouveaux bâtiments ont dû être construits au début des années 1960.
Après la nomination de Tilmann Hickel au poste de directeur en 1971, une complète réorganisation de l'institut a été menée. Jusqu'à récemment, il était dirigé par un directeur général (Prof. Engell de 1971 à 1990, Prof. Neumann de 1990 à 2002) et par un directeur administratif associé.
La structure interne de l'institut a encore été modifiée après les nominations des professeurs Raabe et Stratmann en 1999. Depuis lors, tous les membres scientifiques de l'institut forment un conseil de direction. Le poste d'administrateur délégué est occupé à tour de rôle par un des membres du conseil. Le conseil, qui gère les activités de l'institut, est composé de représentants du gouvernement fédéral, du Land de Rhénanie-du-Nord-Westphalie, de la Société Max-Planck et de l'Institut de l'acier VDEh. Une commission consultative scientifique, composée de chercheurs reconnus, conseille l'institut pour trouver le juste équilibre entre la recherche fondamentale et les applications techniques.
Depuis l'an 2000, l'institut subit encore de nombreux travaux de reconstruction qui aboutiront à la construction de 7 500 m2 de laboratoires et bureaux. Les premiers nouveaux laboratoires ont été achevés en 2002 et les rénovations doivent s'achever au début 2005.
Après avoir réduit ses subventions annuelles depuis 2016 en raison de problèmes structurels dans l’industrie sidérurgique et complètement résilié l’accord de financement en octobre 2019 avec effet au 31 décembre 2021, le VDEh a transféré toutes les actions à la société Max-Planck en mars 2020, ce qui en fait l’unique actionnaire. En avril 2024, l’Institut Max-Planck de sidérurgie a été rebaptisé Institut Max-Planck pour les matériaux durables.

## Domaines de recherche
Début 2025, l'Institut comporte quatre départements :
- Computational Materials Design
- Interface Chemistry and Surface Engineering
- Microstructure Physics and Alloy Design
- Structure and Nano-/Micromechanics of Materials